# Rubrique typographique
Pour les articles homonymes, voir Rubrique.

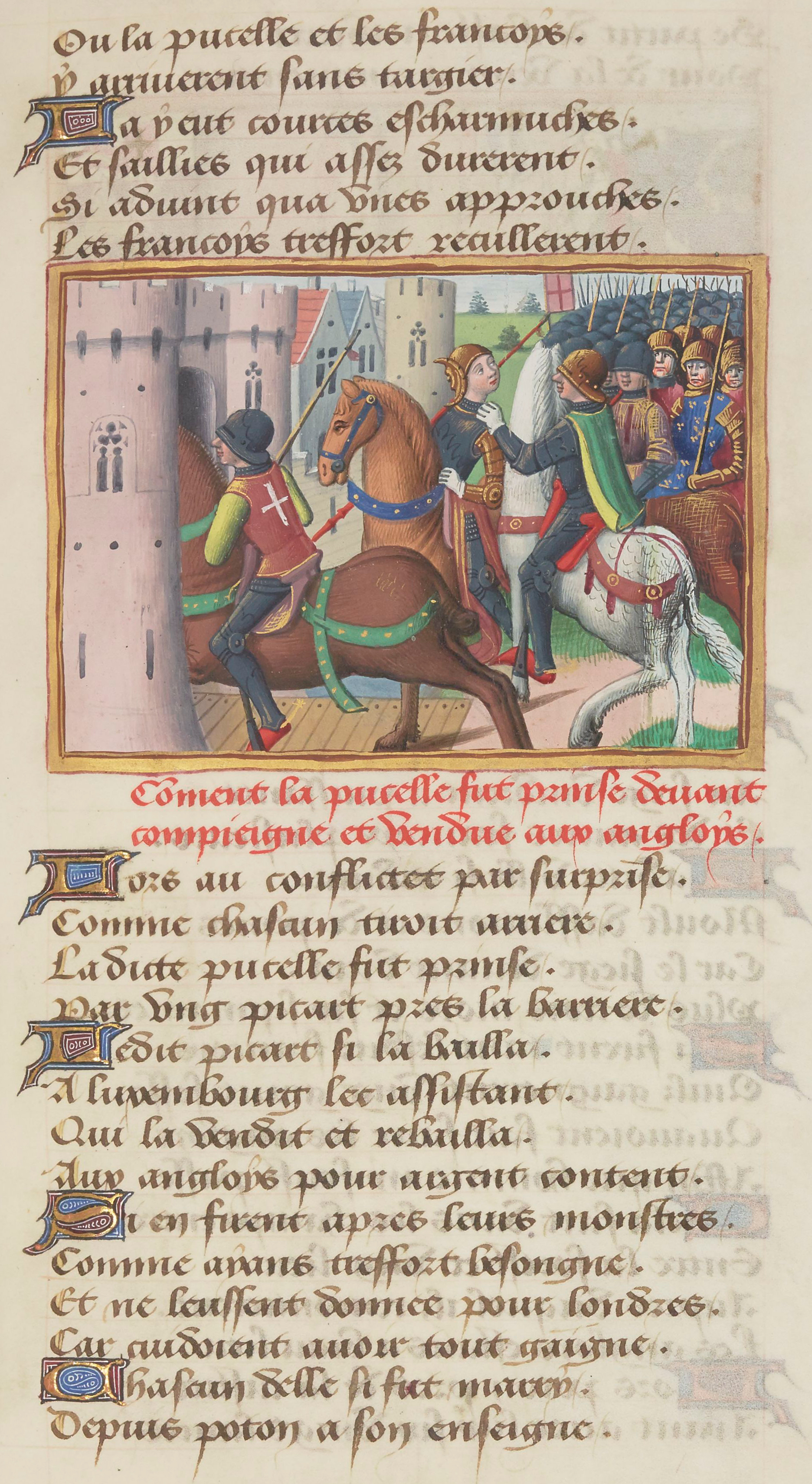
Légende de la miniature rubriquée dans Vigiles de Charles VII, manuscrit vers 1484.

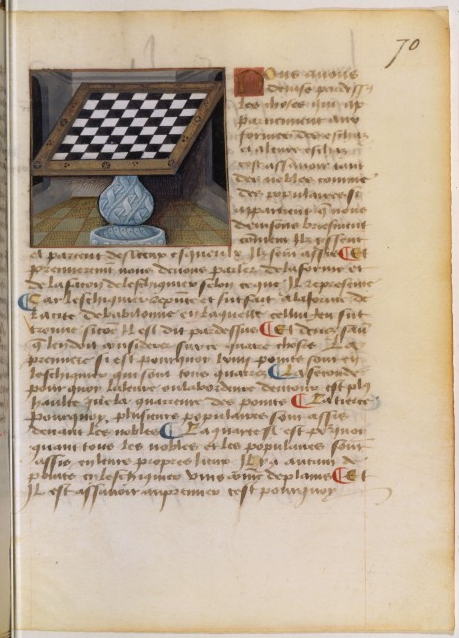
Rubrication rouge et bleue dans Jeu des échecs moralisés de Jacob de Cessoles, manuscrit vers 1500.

Les rubriques sont des titres d’œuvres, titres de chapitres, débuts de phrases, mots particuliers ou initiales écrits en rouge dans les chartes, diplômes et manuscrits médiévaux et dans les ouvrages du début de l'imprimerie.

## Étymologie
Le mot rubrique vient du latin rubrica (« terre rouge ») et il correspond à la partie mise en rouge dans un texte.

## Utilisation
Dans les manuscrits médiévaux, l'encre rouge est réservée aux titres et débuts de paragraphe. À l'origine, les rubriques sont exécutées au minium, un pigment riche en oxyde de plomb, qui donne une couleur rouge-orangé sensible à la lumière et très persistant à travers les siècles. Au Moyen Âge, on se sert de ces rubriques pour structurer les textes en mettant en valeur titres et intitulés de parties. Bien que la rubrique se définisse par sa couleur rouge, on note l'utilisation d'autres coloris tel que le bleu, ou le vert à la fin de la période médiévale.
L'emploi des rubriques varie d'un manuscrit à l'autre, ainsi la répartition des rubriques et les mots mis en valeur présentent des nuances et sont répartis au gré du copiste. Elles sont même parfois employées pour légender une miniature ou faire ressortir des mots au sein du texte.

## Histoire

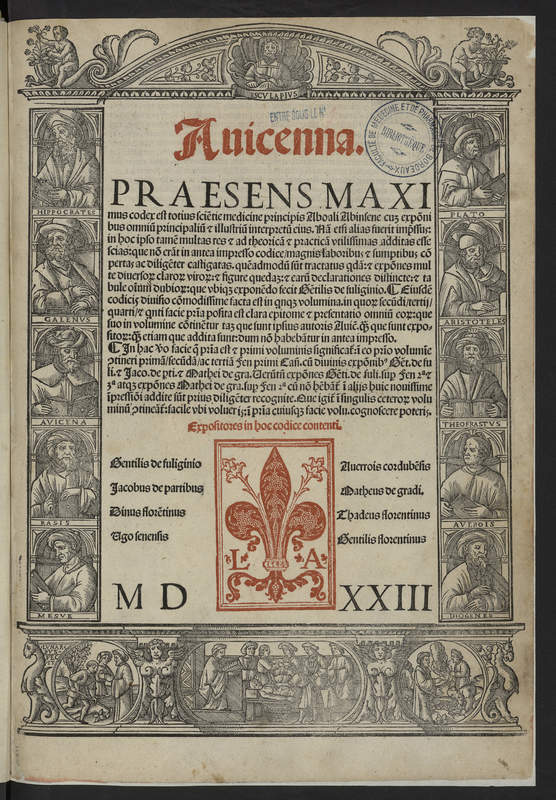
Rubrique imprimée dans Avicenna. la, par Avicenne, en 1523.

À partir du XIIe siècle, l'enluminure devient très fréquente, ainsi la rubrication va devenir une étape de cette dernière, complétée par les lettres filigranées, les lettres peintes (champies, ornées et historiées), et les miniatures (ici, au sens moderne du terme, une image peinte dans un manuscrit).
Les rubriques peuvent être réalisées par le copiste, ayant reçu une formation préalable, ou généralement par un rubricateur. Ce dernier intervient, le plus couramment, après l'écriture du texte, dans les espaces ayant été aménagés à son intention. Après la rubrication, le texte est révisé par un correcteur qui va vérifier sa conformité avec l'écrit originel.
L'utilisation des rubriques va persister encore au début XVe siècle, même avec l'apparition des premiers livres imprimés. En effet, les imprimeurs reprennent la mise en forme des manuscrits pour la production des premiers imprimés. Ainsi, après l'impression du texte, les rubrique vont être remplies à la main par le rubricateur.

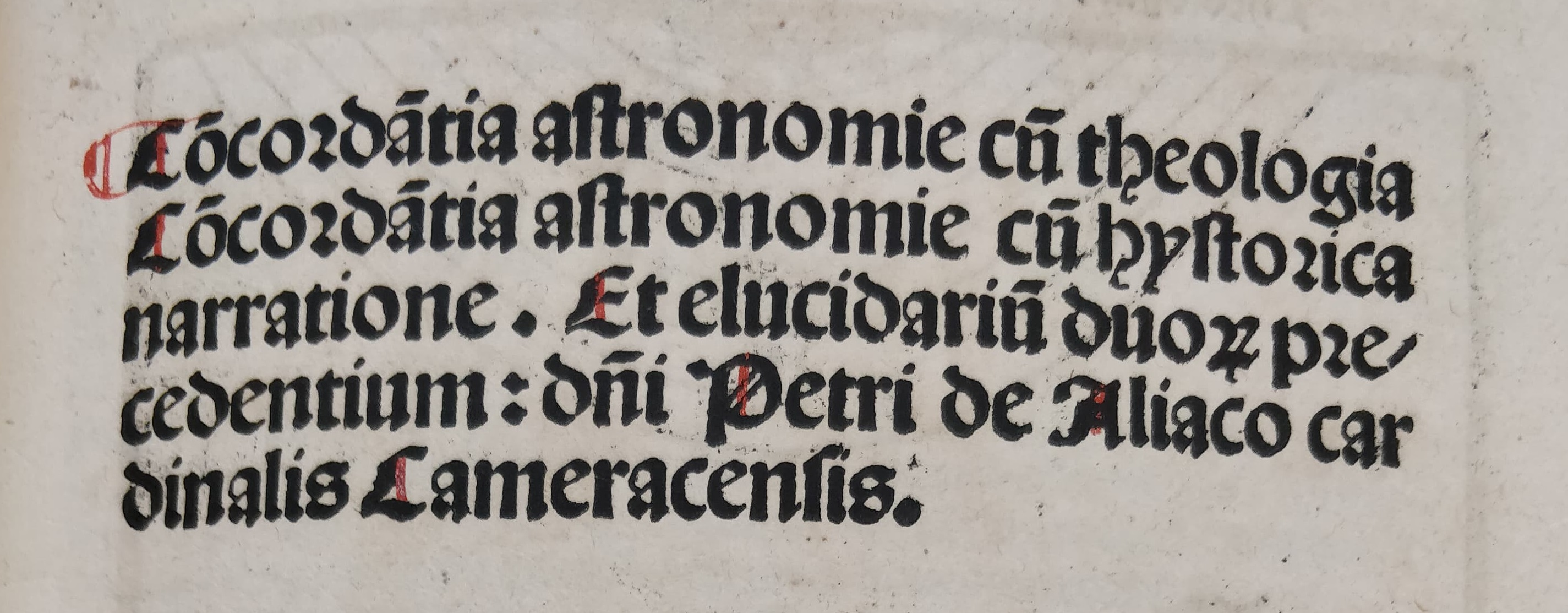
Détail d'une Rubrication dans Concordantia Astronomiae, texte imprimé de 1490.
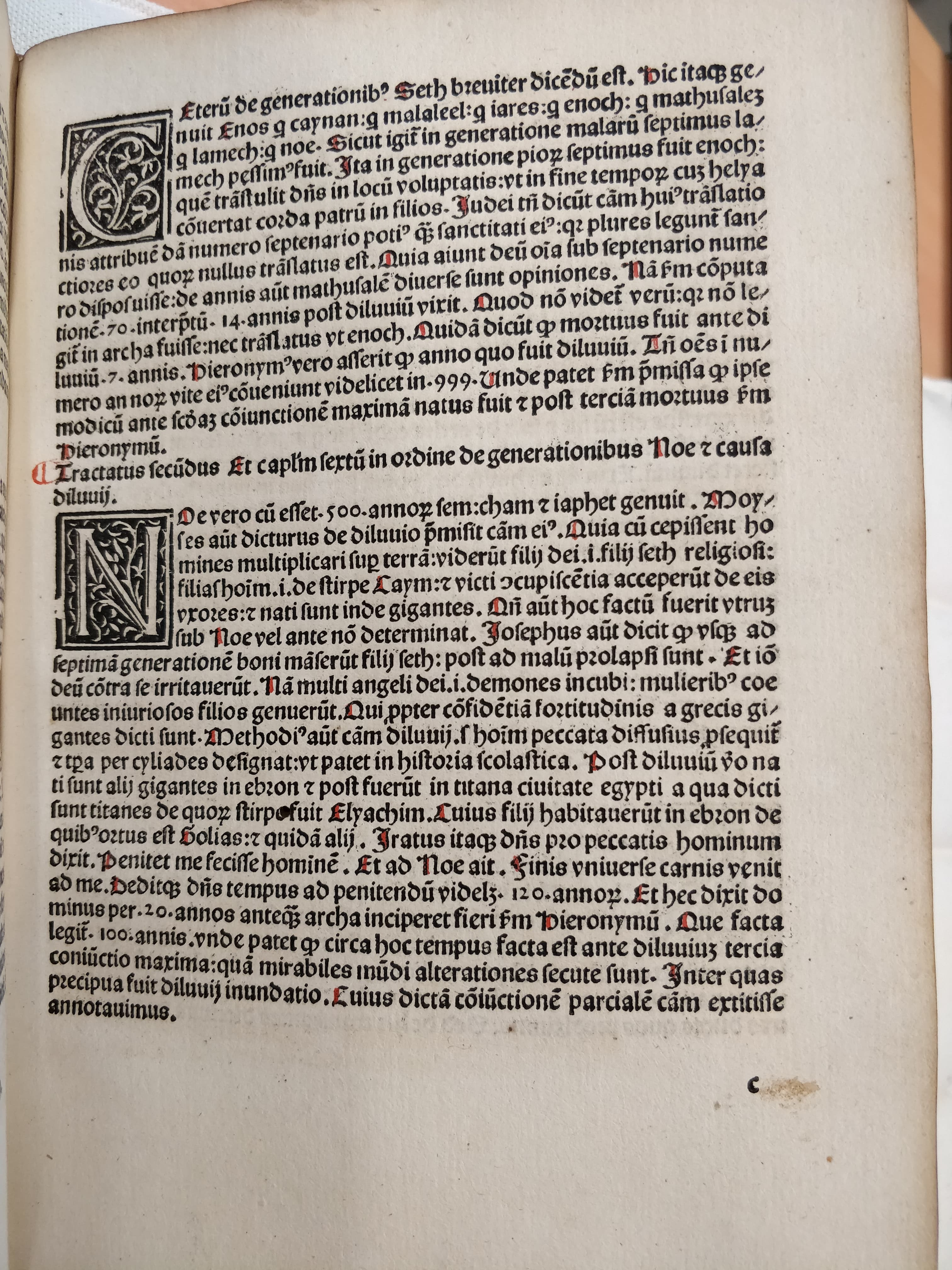
Rubrication dans Concordantia Astronomiae, texte imprimé de 1490.
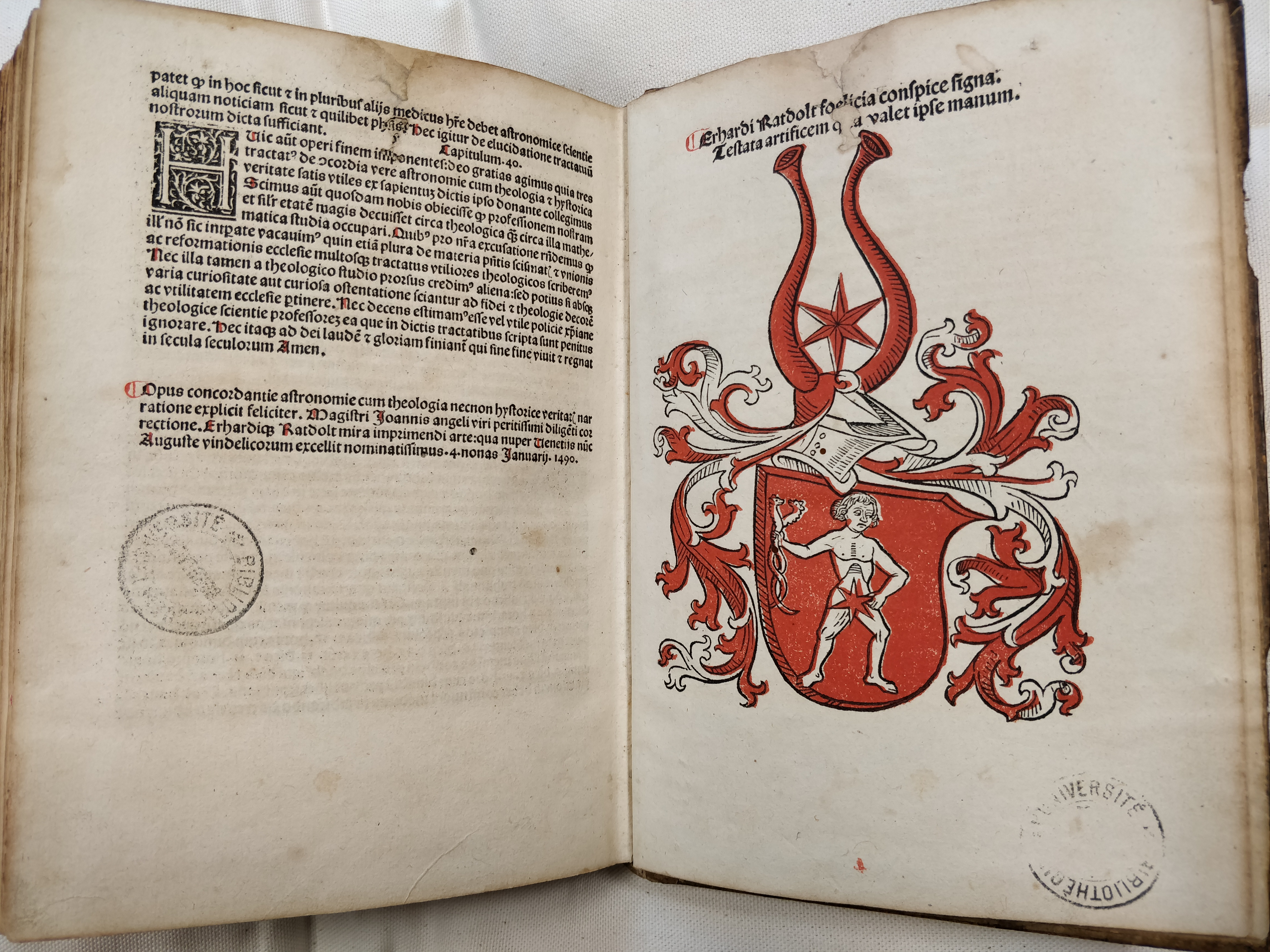
Ouvrage avec lettres rubriquées à la main, dans Concordantia Astronomiae, texte imprimé de 1490.

## Liturgie catholique
Le terme « Rubrique » désigne également le texte imprimé en rouge dans un missel ou bréviaire, donnant des indications sur la liturgie catholique. Elle sert à guider l'officiant et les fidèles sur les gestes à adopter lors de cérémonies religieuses.